# Noordse spitsmuis
De noordse spitsmuis of gemaskerde spitsmuis (Sorex caecutiens) is een soort uit de familie der spitsmuizen (Soricidae). De wetenschappelijke naam van deze soort werd voor het eerst geldig gepubliceerd door Erik Laxmann.

## Kenmerken
Hij is nauw verwant aan de bosspitsmuis (Sorex araneus) en de dwergspitsmuis (Sorex minutus). Zijn lichaamslengte houdt het tussen deze twee soorten in, met een kop-romplengte van 44 tot 70 mm, een staartlengte van 31 tot 45 mm en een gewicht van 3 tot 8 gram. Hij is tweekleurig, met een duidelijke scheidslijn tussen de boven- en onderzijde. Het topje van de staart is borstelig, vooral bij jonge dieren.

## Leefwijze
De spitsmuis leeft vooral van kevers en andere insecten, spinnen, regenwormen en duizendpoten, maar ook larikszaden.

## Voortplanting
Het voortplantingsseizoen loopt van juni tot augustus. De noordse spitsmuis kan tot vier worpen per jaar krijgen, en krijgt vier tot acht jongen per worp (maar kan variëren tussen de twee en de elf). De maximale levensduur is 17 maanden in Hokkaido.

## Verwantschap
Deze soort is zeer nauw verwant aan Sorex shinto uit Honshu, Kyushu, Shikoku en een aantal andere eilanden in Japan, waar hij vaak mee verward is. In Oost-Azië komt een aantal endemische ondersoorten voor, die een soort overgang vormen met S. shinto, zoals Sorex caecutiens hallamontanus, Sorex caecutiens okhotinae en Sorex caecutiens kunashirensis.

## Verspreiding
De noordse spitsmuis komt voor in de naaldwouden, toendra, struwelen en heidegebieden. Het verspreidingsgebied van de soort strekt zich uit van het noorden van Noorwegen, Zweden, Estland en het oosten van Wit-Rusland, tot aan het Russische Verre Oosten, Sachalin, de Koerilen, Hokkaido en het Koreaans Schiereiland. Geïsoleerde populaties van de soort bevinden zich onder andere in het noordoosten van Polen en de gemeente Vågå in het zuiden van Noorwegen.